# Rino Salviati
Rino Salviati (nom de naissance :Gastone Tisalvi) né à  Montelibretti le 12 juin 1922 et mort à Rome le 2 janvier 2016 est un acteur et auteur compositeur chanteur italien.

## Biographie
Rino Salviati est né à Montelibretti dans la  province de Rome. Il commence à chanter en s'accompagnant à la guitare dans les clubs et fêtes patronales finissant par se faire remarquer et diffuser dans les programmes de Roma.
Il enregistre les premiers disques et débute en 1944 au théâtre de revue dans la compagnie de Nino Taranto puis avec les frères De Rege. En 1950, il fait ses débuts au cinéma dans le film Emigrantes réalisé par Aldo Fabrizi et se rend avec la troupe Argentine.
Le film terminé, Rino Salviati reste en Argentine où il poursuit sa carrière de chanteur guitariste, se produit dans les clubs puis rejoint une radio locale qui l'engage pour une longue série de transmissions qui le rendent populaire.
Il entreprend des tournées au Paraguay, Uruguay et Chili, s'accompagnant à la guitare, présentant un vaste repertoire de chansons italiennes, napolitaines et sud américaines reprenant les thèmes musicaux comme le tango, la milonga, la rumba et le boléro.
Après une longue absence, il réapparaît en 2007 dans des émissions à la télévision italienne avec Paolo Limiti, proposant des morceaux de son vieux répertoire.
Rino Salviati meurt à Rome le 2 janvier 2016.

## Filmographie partielle

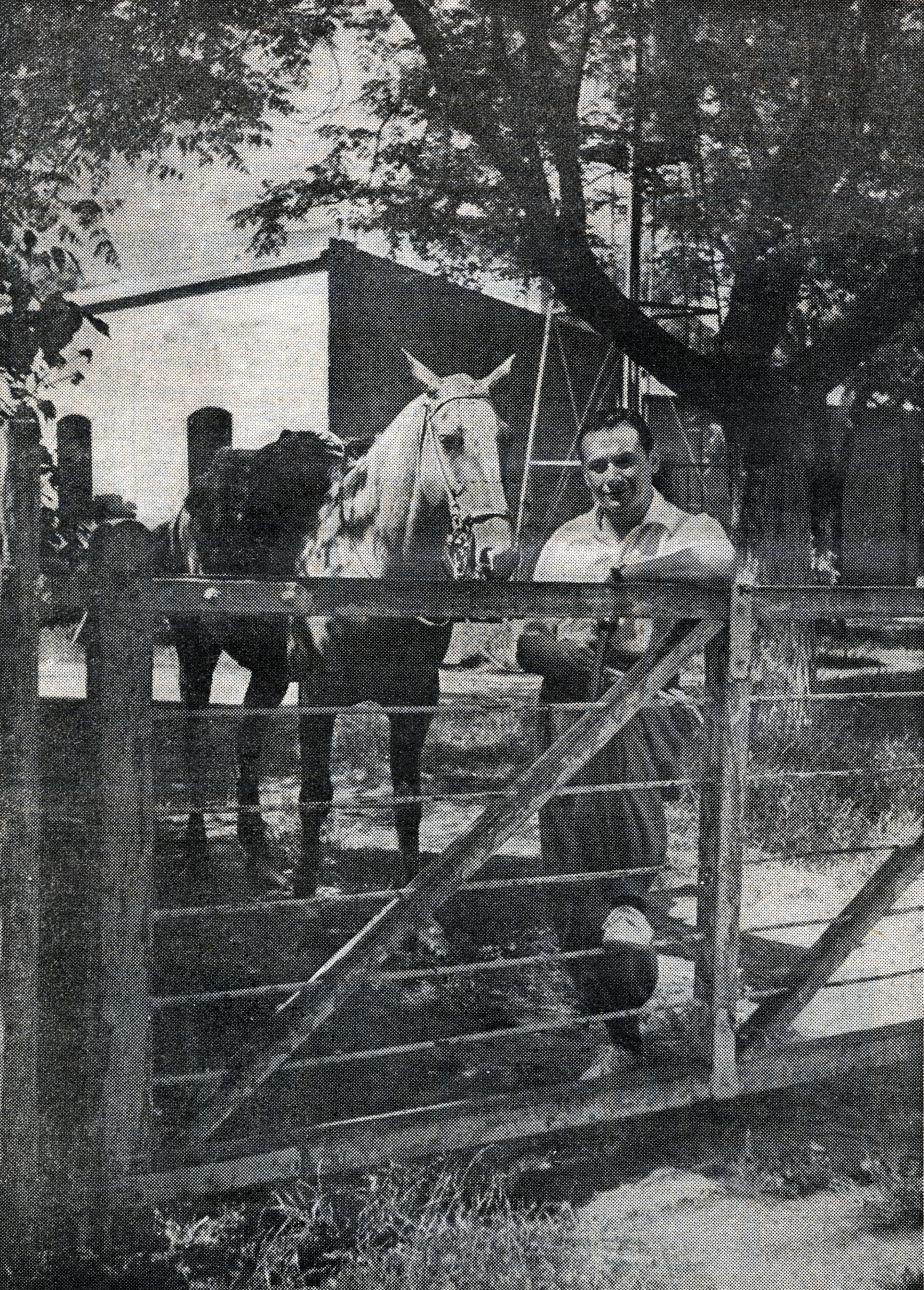
Rino Salviati en Argentine (1950)

- 1948 : Emigrantes, réalisation Aldo Fabrizi
- 1950 : Gli amanti di Ravello, réalisation Francesco De Robertis
- 1951 :
  - L'angelo del peccato, réalisation Leonardo De Mitri
  - Il microfono è vostro, réalisation Giuseppe Bennati
  - Santa Lucia luntana..., réalisation Aldo Vergano
- 1952 : Tormento del passato, réalisation Mario Bonnard
- 1954 : 
  - Milanesi a Napoli, réalisation Enzo Di Gianni
  - Nessuno ha tradito, réalisation Roberto Bianchi Montero
- 1956 : Cantando sotto le stelle, réalisation Marino Girolami

## Discographie partielle

### 33 tours
- 1956: 
  - Canzoni di successo - prima raccolta (Durium, ms A 549)
  - Vecchi successi - seconda raccolta (Durium, ms A 550)
- 1957: Da Siviglia a Buenos Ayres (Durium, ms A 569)
- 1981: Dodici canzoni da ricordare (Durium - Start, 40146)

### EP
- 1956 : Le canzoni di Rino Salviati (EP 1956) (Durium, ep A 3029; tracce: Croce di oro, Tani, Nueva Laredo et Dos Cruces)
- 1957 : Le canzoni di Rino Salviati (EP 1957) (Durium, ep A 3063; tracce: Mexico, Canzone di Lima, India et El Humahuaqueno
- 1958 : Cu Cu Ru Cu Cu Paloma (Durium, ep A 3097)
- 1960 : Rino Club (Durium, ep A 3215)

### 45 tours
- 1960 : Galopera/Tre Palabras (Durium, Ld A 6806)
- 1962 : Puente de Piedra/Senor Eterno io (Durium, Ld A 7252)
- 1965 : Prigioniero di un sogno/Primo amore (Durium, Ld A 7459)